# Laser World of Photonics

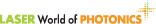
Laser World of Photonics Logo

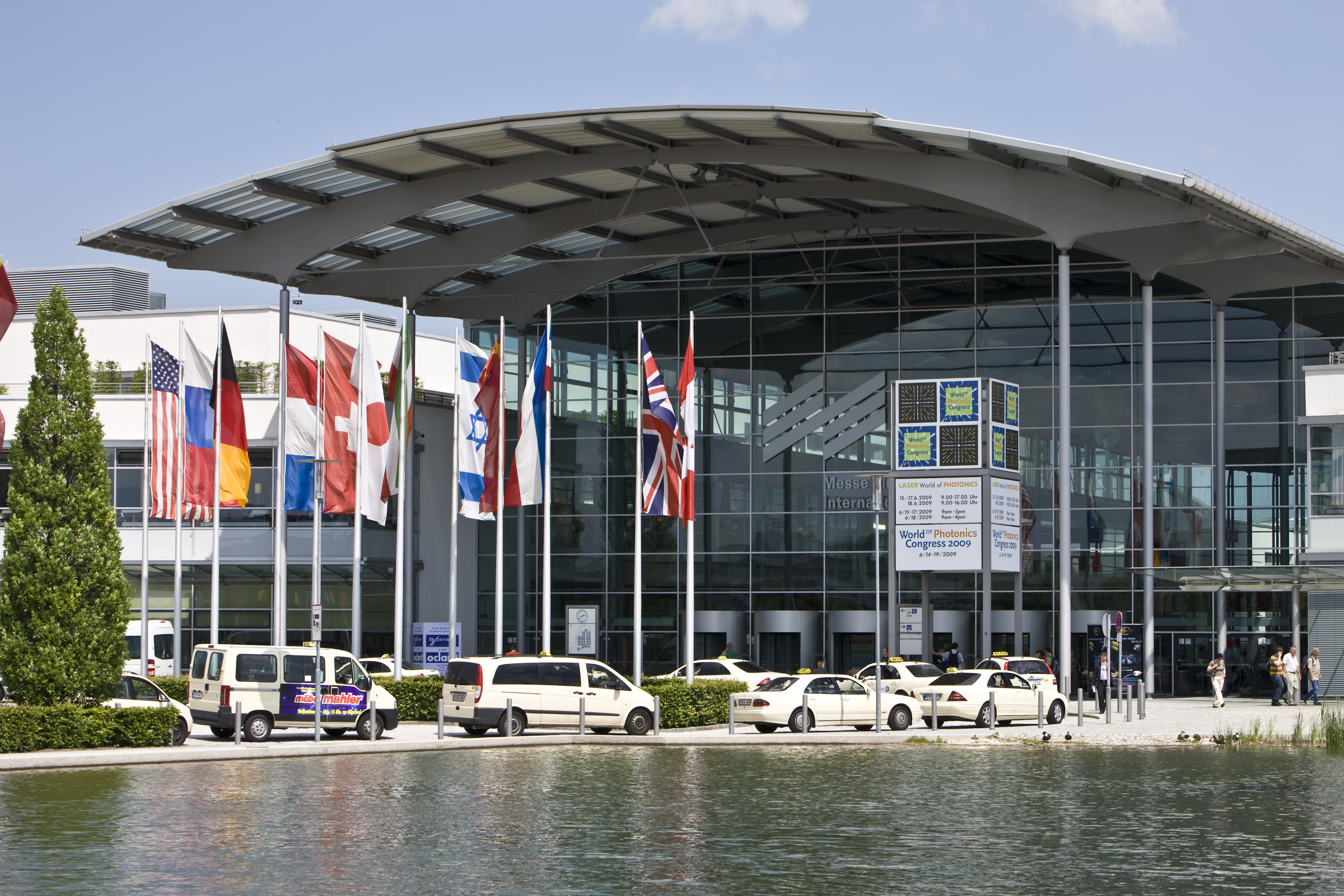
Eingang Ost der Messe München zur Laser World of Photonics 2011

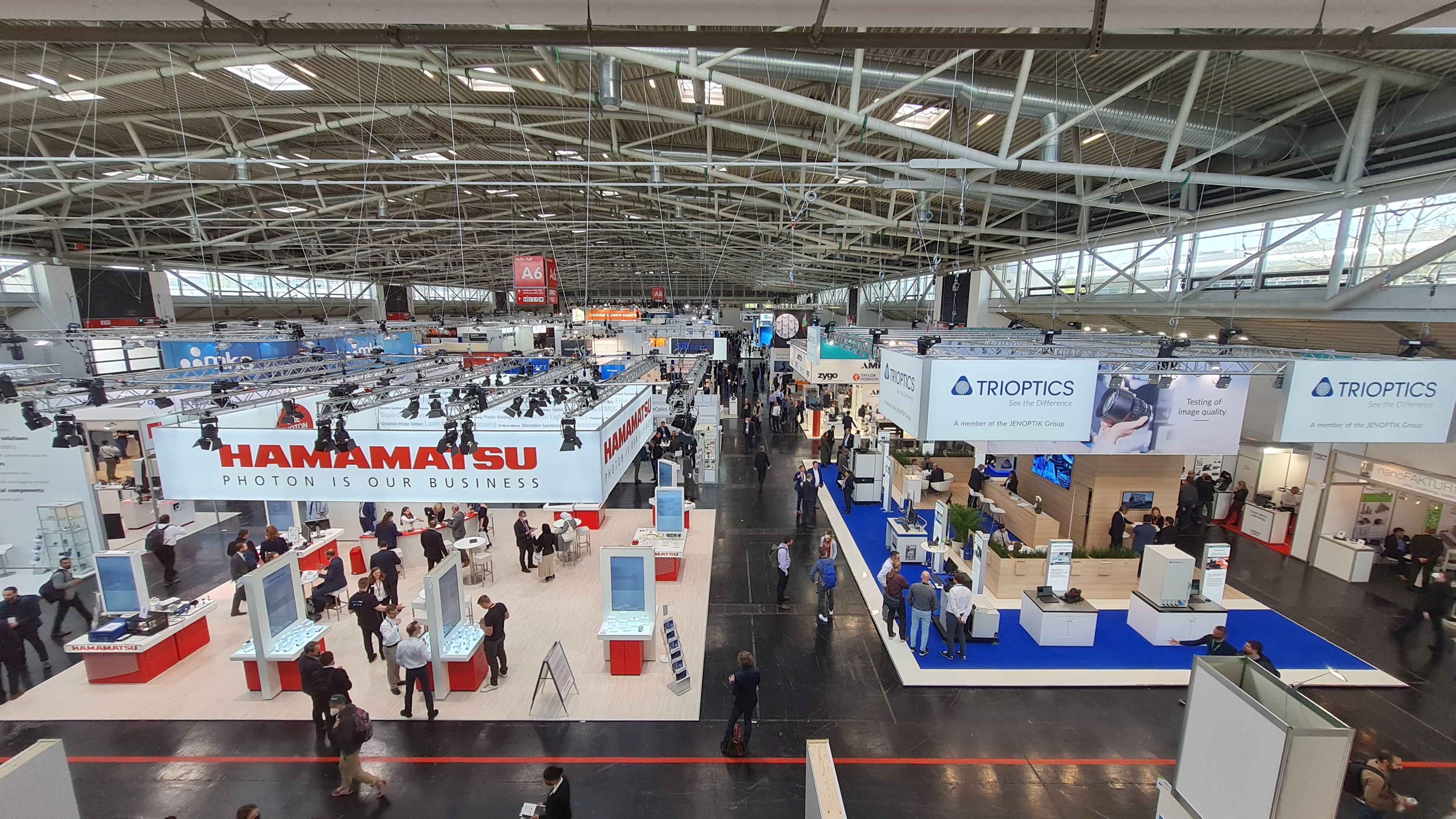
Halle 6 der Laser World of Photonics 2022

Die Laser World of Photonics (Eigenschreibweise: LASER World of PHOTONICS) ist seit mehr als 40 Jahren eine weltweit führende Veranstaltung in der Laser- und Photonikindustrie. Parallel zur Messe findet der World of Photonics Congress, Treffpunkt der internationalen Wissenschaftselite, statt. Das Programm umfasst fünf wissenschaftliche Konferenzen von weltweit führenden Organisationen. Ergänzend bietet die Messe in München für neue Technologien praxisorientierte Vortragsreihen zu den Einsatzfeldern von Licht als Werkzeug an. Die Messe und der Kongress bieten eine weltweit führende Mischung aus Forschung und Industrie.

## Über die Messe
Die Laser World of Photonics wird von der Messe München seit 1973 zweijährlich veranstaltet.
2017 erzielte sie einen Ausstellerrekord mit 1.293 Ausstellern aus 42 Ländern und registrierte 32.700 Fachbesucher aus 70 Ländern. Am Kongress nahmen gut 3.500 Personen teil, angeboten wurden mehr als 2.700 Vorträge und Präsentationen inkl. Posterpräsentationen. Im Jahr 2019 konnte ein neuer Rekord erreicht werden mit 1.325 Ausstellern (aus 40 Ländern) und 34.000 Besuchern, davon 60 % aus dem Ausland (wobei die Besucherzahlen aus den USA und aus Asien gestiegen waren).
Bedingt durch die COVID-19-Pandemie in Deutschland musste die Messe 2021 auf den April 2022 verschoben werden. Über 900 Aussteller begrüßten mehr als 15.000 Besucher.
Führungskräfte, Entwickler sowie Mitarbeiter aus Produktion, Konstruktion, Design, Qualitätsmanagement, Vertrieb und Einkauf sind Besucher der Veranstaltung. Des Weiteren richtet sich die Messe an alle Branchen, die Laser- und Photonik-Technologien anwenden sowie an Wissenschaftler und Entwickler aus Universitäten und Forschungsinstituten.
Messethemen sind:
- Laser und Optoelektronik
- Laser und Lasersysteme für die Fertigung
- Optik
- Fertigungstechnik für Optiken
- Biophotonik und Medizintechnik (inklusive Ophthalmologie)
- Imaging
- Sensorik, Mess- und Prüftechnik
- Optische Messsysteme
- Optische Information und Kommunikation
- Sicherheit
- Beleuchtung und Energie

## Laser World of Photonics weltweit
Die Laser World of Photonics bildet mit den jährlichen regionalen Messen "Laser World of Photonics China" (Shanghai) und "Laser World of Photonics India" (im Wechsel in Mumbai, Bangalore, New Delhi) ein internationales Netzwerk.